# Liste der Spieler mit einer PDC Tour Card (2018)
Die folgende Liste zeigt alle Spieler, welche sich eine PDC Tour Card für das Jahr 2018 sichern konnten und damit für alle Turniere der PDC Pro Tour 2018 teilnahmeberechtigt waren.

## Qualifikation
Um sich eine PDC Tour Card zu sichern, musste man eines der folgenden Kriterien erfüllen:
- Top 64 der PDC Order of Merit nach der PDC World Darts Championship 2018
- Top 2 der PDC Challenge Tour Order of Merit 2016
- Top 2 der PDC Development Tour Order of Merit 2016
- Qualifikant auf der PDC Qualifying School am 19. bis 22. Januar 2017 (siehe: PDC Pro Tour 2017#PDC Qualifying School 2017)
- Top 2 der PDC Challenge Tour Order of Merit 2017
- Top 2 der PDC Development Tour Order of Merit 2017
- Qualifikant auf der PDC Qualifying School am 18. bis 21. Januar 2018 (siehe: PDC Pro Tour 2018#Q-School)

Die Tour Card von Dimitri Van den Bergh, der ebenfalls neben der Qualifikation über die PDC Development Tour Order of Merit 2017 auch in den Top 64 der Order of Merit stand, wurde an den Dritten der Development Tour vergeben. Rob Cross, ursprünglich qualifiziert über die PDC Challenge Tour Order of Merit 2016, stand nach seinem WM-Titel in den Top 64 der Order of Merit. Folglich wurde eine weitere Tour Card auf der Q-School vergeben. Mit Toni Alcinas, Steve Lennon, Richard North und Martin Schindler standen vier erfolgreiche Absolventen in den Top 64 der Order of Merit.

### Abgelehnte Tour Cards
Die folgenden Spieler hatten die Möglichkeit eine Tour Card zu erhalten, haben das Angebot jedoch nicht angenommen oder ihre Tour Card abgegeben.
| Land    | Spieler     | Wäre qualifiziert über | Nachrücker                               |
| ------- | ----------- | ---------------------- | ---------------------------------------- |
| England | Phil Taylor | Top 64 Order of Merit  | Martin Schindler (Top 65 Order of Merit) |

## Liste
| Nr. | Land        | Spieler               | Qualifiziert als          |
| --- | ----------- | --------------------- | ------------------------- |
| 1   | Spanien     | Toni Alcinas          | Top 64 Order of Merit     |
| 2   | Schottland  | Gary Anderson         | Top 64 Order of Merit     |
| 3   | Australien  | Kyle Anderson         | Top 64 Order of Merit     |
| 4   | England     | Nathan Aspinall       | Q-School 2018             |
| 5   | Schottland  | Jamie Bain            | Q-School 2017             |
| 6   | Niederlande | Raymond van Barneveld | Top 64 Order of Merit     |
| 7   | England     | Ronnie Baxter         | Q-School 2017             |
| 8   | England     | Steve Beaton          | Top 64 Order of Merit     |
| 9   | England     | Bradley Brooks        | Q-School 2018             |
| 10  | Schottland  | Jim Brown             | Q-School 2017             |
| 11  | England     | Keegan Brown          | Top 64 Order of Merit     |
| 12  | England     | Lee Bryant            | Q-School 2017             |
| 13  | England     | Stephen Bunting       | Top 64 Order of Merit     |
| 14  | Nordirland  | Kevin Burness         | Q-School 2018             |
| 15  | Wales       | Richie Burnett        | Q-School 2017             |
| 16  | England     | Stephen Burton        | Q-School 2017             |
| 17  | Australien  | Corey Cadby           | Q-School 2018             |
| 18  | England     | Jamie Caven           | Top 64 Order of Merit     |
| 19  | England     | Dave Chisnall         | Top 64 Order of Merit     |
| 20  | Wales       | Jonny Clayton         | Top 64 Order of Merit     |
| 21  | Deutschland | Gabriel Clemens       | Q-School 2018             |
| 22  | England     | Rob Cross             | Top 64 Order of Merit     |
| 23  | England     | Joe Cullen            | Top 64 Order of Merit     |
| 24  | England     | Scott Darbyshire      | Q-School 2017             |
| 25  | Niederlande | Jan Dekker            | Top 64 Order of Merit     |
| 26  | England     | Chris Dobey           | Top 64 Order of Merit     |
| 27  | Nordirland  | Brendan Dolan         | Top 64 Order of Merit     |
| 28  | England     | Eddie Dootson         | Q-School 2018             |
| 29  | England     | Mark Dudbridge        | PDC Challenge Tour 2017   |
| 30  | Niederlande | Dirk van Duijvenbode  | Q-School 2018             |
| 31  | England     | Gary Eastwood         | Q-School 2018             |
| 32  | England     | Matthew Edgar         | Q-School 2018             |
| 33  | England     | Ritchie Edhouse       | Q-School 2017             |
| 34  | England     | Ricky Evans           | Top 64 Order of Merit     |
| 35  | Niederlande | Michael van Gerwen    | Top 64 Order of Merit     |
| 36  | England     | Andrew Gilding        | Top 64 Order of Merit     |
| 37  | Schottland  | John Goldie           | Q-School 2018             |
| 38  | Niederlande | Jeffrey de Graaf      | Top 64 Order of Merit     |
| 39  | England     | Robbie Green          | Top 64 Order of Merit     |
| 40  | Niederlande | Sven Groen            | Q-School 2017             |
| 41  | Nordirland  | Daryl Gurney          | Top 64 Order of Merit     |
| 42  | England     | Ryan Harrington       | Q-School 2018             |
| 43  | Schottland  | John Henderson        | Top 64 Order of Merit     |
| 44  | Niederlande | Jimmy Hendriks        | Q-School 2017             |
| 45  | England     | Steve Hine            | Q-School 2017             |
| 46  | Deutschland | Max Hopp              | Top 64 Order of Merit     |
| 47  | England     | Peter Hudson          | Q-School 2018             |
| 48  | England     | Luke Humphries        | PDC Development Tour 2017 |
| 49  | England     | Adam Hunt             | PDC Development Tour 2017 |
| 50  | Belgien     | Kim Huybrechts        | Top 64 Order of Merit     |
| 51  | Belgien     | Ronny Huybrechts      | Top 64 Order of Merit     |
| 52  | England     | Peter Jacques         | Top 64 Order of Merit     |
| 53  | England     | Terry Jenkins         | Top 64 Order of Merit     |
| 54  | Indien      | Prakash Jiwa          | Q-School 2017             |
| 55  | England     | Darren Johnson        | Q-School 2017             |
| 56  | England     | Wayne Jones           | PDC Challenge Tour 2017   |
| 57  | England     | Ryan Joyce            | Q-School 2018             |
| 58  | Spanien     | Jose Justicia         | Q-School 2018             |
| 59  | Niederlande | Vincent Kamphuis      | Q-School 2018             |
| 60  | Polen       | Tytus Kanik           | Q-School 2018             |
| 61  | England     | George Killington     | Q-School 2018             |
| 62  | England     | Mervyn King           | Top 64 Order of Merit     |
| 63  | England     | Aden Kirk             | PDC Development Tour 2016 |
| 64  | Niederlande | Christian Kist        | Top 64 Order of Merit     |
| 65  | Niederlande | Jelle Klaasen         | Top 64 Order of Merit     |
| 66  | Hongkong    | Royden Lam            | Q-School 2017             |
| 67  | England     | Adrian Lewis          | Top 64 Order of Merit     |
| 68  | Wales       | Jamie Lewis           | Top 64 Order of Merit     |
| 69  | Österreich  | Maik Langendorf       | Q-School 2017             |
| 70  | Irland      | Steve Lennon          | Top 64 Order of Merit     |
| 71  | Österreich  | Zoran Lerchbacher     | Top 64 Order of Merit     |
| 72  | Nordirland  | Mickey Mansell        | Q-School 2017             |
| 73  | Deutschland | Robert Marijanović    | Q-School 2018             |
| 74  | Irland      | Mick McGowan          | Top 64 Order of Merit     |
| 75  | England     | Ryan Meikle           | Q-School 2018             |
| 76  | Niederlande | Ron Meulenkamp        | Top 64 Order of Merit     |
| 77  | England     | Arron Monk            | Q-School 2018             |
| 78  | England     | Joe Murnan            | Top 64 Order of Merit     |
| 79  | Kanada      | Dawson Murschell      | Q-School 2018             |
| 80  | England     | Tony Newell           | Q-School 2018             |
| 81  | Australien  | Paul Nicholson        | Q-School 2017             |
| 82  | Niederlande | Danny Noppert         | Q-School 2018             |
| 83  | Kanada      | John Norman Jnr       | Q-School 2017             |
| 84  | England     | Alan Norris           | Top 64 Order of Merit     |
| 85  | England     | Richard North         | Top 64 Order of Merit     |
| 86  | Irland      | William O’Connor      | Top 64 Order of Merit     |
| 87  | Wales       | Robert Owen           | Q-School 2018             |
| 88  | England     | Kevin Painter         | Top 64 Order of Merit     |
| 89  | Kanada      | John Part             | Q-School 2017             |
| 90  | Niederlande | Benito van de Pas     | Top 64 Order of Merit     |
| 91  | England     | Josh Payne            | Top 64 Order of Merit     |
| 92  | Südafrika   | Devon Petersen        | Top 64 Order of Merit     |
| 93  | England     | Justin Pipe           | Top 64 Order of Merit     |
| 94  | Wales       | Gerwyn Price          | Top 64 Order of Merit     |
| 95  | England     | Chris Quantock        | Q-School 2017             |
| 96  | Lettland    | Madars Razma          | Q-School 2017             |
| 97  | Spanien     | Cristo Reyes          | Top 64 Order of Merit     |
| 98  | England     | James Richardson      | Top 64 Order of Merit     |
| 99  | Niederlande | Mario Robbe           | Q-School 2018             |
| 100 | Österreich  | Rowby-John Rodriguez  | Top 64 Order of Merit     |
| 101 | England     | Paul Rowley           | Q-School 2017             |
| 102 | Deutschland | Martin Schindler      | Top 64 Order of Merit     |
| 103 | England     | Ryan Searle           | PDC Challenge Tour 2016   |
| 104 | England     | Kirk Shepherd         | Q-School 2017             |
| 105 | England     | Michael Smith         | Top 64 Order of Merit     |
| 106 | England     | Ross Smith            | Q-School 2018             |
| 107 | England     | Simon Stevenson       | Q-School 2018             |
| 108 | Österreich  | Mensur Suljović       | Top 64 Order of Merit     |
| 109 | England     | Alan Tabern           | Q-School 2018             |
| 110 | England     | Scott Taylor          | Q-School 2017             |
| 111 | England     | Terry Temple          | Q-School 2018             |
| 112 | Schottland  | Robert Thornton       | Top 64 Order of Merit     |
| 113 | England     | Ross Twell            | PDC Development Tour 2016 |
| 114 | Belgien     | Davy Van Baelen       | Q-School 2018             |
| 115 | Belgien     | Dimitri Van den Bergh | Top 64 Order of Merit     |
| 116 | Niederlande | Vincent van der Voort | Top 64 Order of Merit     |
| 117 | England     | James Wade            | Top 64 Order of Merit     |
| 118 | Niederlande | Jermaine Wattimena    | Top 64 Order of Merit     |
| 119 | England     | Darren Webster        | Top 64 Order of Merit     |
| 120 | Wales       | Mark Webster          | Top 64 Order of Merit     |
| 121 | England     | Steve West            | Top 64 Order of Merit     |
| 122 | England     | Ian White             | Top 64 Order of Merit     |
| 123 | Australien  | Simon Whitlock        | Top 64 Order of Merit     |
| 124 | England     | James Wilson          | Top 64 Order of Merit     |
| 125 | England     | Mark Wilson           | Q-School 2016             |
| 126 | England     | Luke Woodhouse        | Q-School 2018             |
| 127 | Schottland  | Peter Wright          | Top 64 Order of Merit     |
| 128 | Niederlande | Jeffrey de Zwaan      | Q-School 2018             |

## Statistiken

### Tour Cards nach Nationen
| Nr. | Land        | Anzahl | Differenz zum Vorjahr |
| --- | ----------- | ------ | --------------------- |
| 1.  | England     | 64     | −3                    |
| 2.  | Niederlande | 17     | +1                    |
| 3.  | Schottland  | 7      | ±0                    |
| 4.  | Wales       | 6      | −1                    |
| 5.  | Australien  | 4      | +1                    |
| 5.  | Belgien     | 4      | ±0                    |
| 5.  | Deutschland | 4      | +2                    |
| 5.  | Nordirland  | 4      | ±0                    |
| 5.  | Österreich  | 4      | −1                    |
| 10. | Irland      | 3      | ±0                    |
| 10. | Kanada      | 3      | +1                    |
| 10. | Spanien     | 3      | +1                    |
| 13. | Hongkong    | 1      | ±0                    |
| 13. | Indien      | 1      | ±0                    |
| 13. | Lettland    | 1      | ±0                    |
| 13. | Polen       | 1      | +1                    |
| 13. | Südafrika   | 1      | ±0                    |
|     | 17 Nationen | 128    | 128                   |